# Castillo de San Andrés
Castillo de San Andrés tudi Torre de San Andrés je stara vojaška utrdba, ki se nahaja v istoimenskem kraju v občini Santa Cruz de Tenerife na Kanarskih otokih. 
Ta krožni stolp je bil del skupine manjših utrdb, odgovornih za obrambo otoka Tenerife, in velja za zgodovinsko znamenitost zaradi povezave z izjalovljenim napadom angleškega admirala Horacia Nelsona na Santa Cruz de Tenerife leta 1797.
Velja za enega izmed najpomembnejših zgodovinskih spomenikov na Tenerifih, saj predstavlja del španske kulturne dediščine. Je hkrati tudi največji simbol San Andrésa in gorskega masiva Anaga.

## Lokacija
Nahaja se v mestnem središču San Andrésa, natančneje med sotočjem grap Cercado in Las Huertas ter morsko obalo. Zaradi svoje lokacije je bil večkrat žrtev razlitja grape ob močnih nalivih. V 300-letni zgodovini je bila utrdba porušena in obnovljena najmanj štirikrat. 

## Zgodovina
Od 17. stoletja naprej je obstajala potreba po zaščiti stare doline Salazar ali San Andrés. Menili so namreč, da je potrebno braniti njeno obalo, z namenom zaščite ladij, ki so se zatekale v vode doline pred pirati. Želeli so doseči, da sovražnikove ladje izgubijo smer proti vetru, ki bi jo potrebovale za to, da se približajo in premagajo utrdbi Paso Alto y San Miguel.
Prva omemba obstoja obrambnega stolpa oziroma gradu je iz leta 1697, ko je generalni kapitan, grof Eril (špansko Conde de Eril) predlagal, da bi v dolini zgradili utrdbo, do česar pa ni prišlo zaradi pomanjkanja finančnih sredstev. Grof doline Salazar se je ponudil, da jo bo vzdrževal na lastne stroške, v primeru, da bo zgrajena. Ponudbo so sprejeli, vendar zaradi vojn njena gradnja ni bila izvedena.
Zgodovinarji menijo, da je bil prvoten stolp zgrajen leta 1706 po ukazu generalnega kapetana Augustína de Robles y Lorenzana, ki je inženirju Miguelu Tiburciu Rosselu naročil naj ga preuči in zgradi. Kako je izgledal, ni znano, saj je bil že pred letom 1740 uničen zaradi bližnjih grap. Kasneje so ga obnovili, vendar so ga okoli leta 1769 zopet uničile vode grap. Takrat ga je inženir Alfonso Ochando prezidal in dobil je obliko okroglega stolpa, kot jo ima še danes.
Alfonso Ochando je prav tako zgradil številne druge stolpe po različnih delih otočja, pri čemer je uporabil enake tehnike. Zaradi tega veljata grada Gando in San Pedro ter še nekateri ostali gradovi na otočju za “dvojčke” stolpa svetega Andreja.
Prvotno je bil okrog stolpa jarek in dvižni most iz lesa z bronastimi žeblji. Glede na geološke podatke so stene iz zelenega diorita, vulkanske kamnine, pridobljene iz bližnjega kamnoloma v dolini San Andrés. Obodni kordon, zvonik in nekatere stene so izdelani iz drugačne vrste vulkanskega kamna, z rdečkasto obarvanostjo kot dekorativnim elementom.
Za nadzor nad otokom je bila potrebna dobra obramba. Stolp je skozi zgodovino tako služil kot obrambni stolp, orožarna in zapor.
Med napadom angleškega admirala Horacia Nelsona leta 1797 je imel ta stolp pomembno vlogo. Bitka se je končala z Nelsonovim podpisom kapitulacije. V sami bitki topničarji stolpa niso sodelovali, dokler ni med podpisom kapitulacije plima odnesla ladje Theseus, na kateri je bil Nelson, in ladje Emerald proti okolici San Andrésa, kjer je iz stolpa začelo neusmiljeno streljati. Poročnik José Feo de Armas, ki je imel poveljstvom štiriinštirideset topničarjev, in ni vedel za Nelsonovo predajo, je usmeril ogenj v angleške ladje. Slednje so odgovorile s topovi. Top “Rayo” se je približal kopnemu in odvrgel bombe v dolino San Andrésa. Stolp je odreagiral in povzročil, da se je ladja skoraj prevrnila. Nelsonovi topovi nikdar niso dosegli stolpa.
Stolp so skozi zgodovino uporabljali za različne namene, tudi na zunaj je bil dobro ohranjen, dokler niso leta 1878 odredili njegove razgradnje. Leta 1894 ga je poplava pustila v stanju, v kakršnem je še danes. S kraljevim ukazom z dne 2. januarja 1924 je bilo razglašeno, da ni več vojaško ali obrambno uporaben. 15. januarja 1925 je bil predan mestni občini.
Od takrat naprej stolpa niso več pogosto uporabljali, čeprav je občasno služil kot zapor, kamor so za kratek čas zaklenili krajane, ki so povzročali težave ali zagrešili kakšen manjši zločin.
Sredi osemdesetih let prejšnjega stoletja se je na tistem območju pričelo urejanje grape Cercado in zato so posledično preuredili tudi območje gradu. Okoli zgradbe so zgradili kamnit zid in leseno ograjo.
24. julija 2012 je bil ob stolpu slovesno otvorjen spominski mejni kamen v spomin na 215. obletnico La Geste iz leta 1797, ki se spominja Nelsonovega poskusa napada.

## Oprema
Utrdba je bila opremljena s štirimi kulverinami, tremi topovi, tremi orodji za napad na artilerijske topove, tremi lanadami, železnim orožjem, štiriindvajsetimi kroglami za top, majhnim sodčkom smodnika, dvema nabojema in zvonom. Oprema, tako vojaška kot oskrbovalna, se je spreminjala glede na potrebe časa in različna vojaška poveljstva. Stolp je imel pomembno vlogo pri odganjanju gusarskih ladij in poskusov vdorov sovražnih ladij, predvsem francoskih, angleških in nizozemskih.

## Razglasitev za spomenik
Torre de San Andrés je bil razglašen za špansko zgodovinsko dediščino (špansko Patrimonio Histórico de España) s splošno deklaracijo dekreta z dne 22. april 1949. Postal je tudi Bien de Interés Cultural (kategorija registra dediščine v Španiji) z zakonom 16/1985.